# سكان مهب الريح

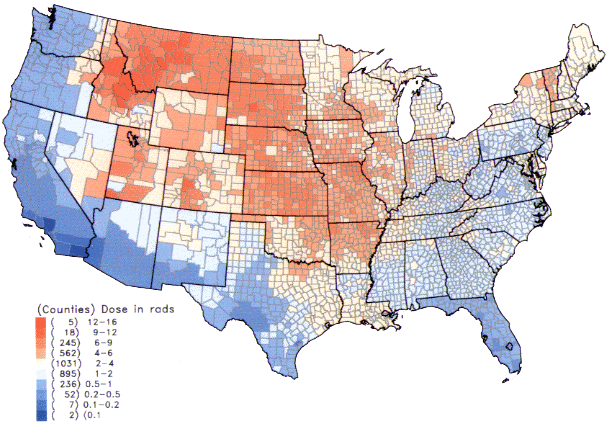
جرعات الغدة الدرقية للفرد الواحد في الولايات المتحدة القارية من اليود 131 الناتجة عن جميع طرق التعرض من جميع التجارب النووية الجوية التي أجريت في موقع اختبار نيفادا.

يشير مصطلح سكان مهب الريح إلى المجتمعات والأفراد القاطنين في المنطقة المحصورة بين سلسلتي جبال روكي وكاسكيد في كلٍ من ولايات أريزونا ونيفادا ونيومكسيكو ويوتا، إلى جانب ولايات أوريغون وواشنطن وأيداهو أيضًا. تعرض هؤلاء الناس بصفة خاصة إلى التلوث الإشعاعي أو التهاطل النووي الناجم عن التجارب النووية الجوية أو الأرضية، والحوادث النووية.
وبصورة أعم، يشير هذا المصطلح أيضًا إلى المجتمعات والأفراد الذين تعرضوا إلى الإشعاع المؤين وعدة أنواع أخرى من الانبعاثات الناجمة عن الإنتاج المنتظم لرماد الفحم، والطاقة النووية، والمخلفات النووية، والطاقة الجيوحرارية. يتعرض سكان مهب الريح الذين يقطنون بالقرب من مواقع الأسلحة النووية في الولايات المتحدة إلى انبعاثات المواد الإشعاعية التي تلوث مصادر المياه الجوفية لديهم، وسلسلة الغذاء، والهواء الذي يتنفسونه. تعرض بعضهم كذلك إلى مستويات حادة من الإشعاع نتيجةً لعملهم في تنقيب اليورانيوم والتجارب النووية.
ظهرت عدة آثار صحية سلبية حادة لدى الأفراد القاطنين بالقرب من موقع هانفورد النووي الذين تعرضوا للتهاطل النووي والإشعاع النووي، ومن بين تلك الآثار: زيادة معدل حدوث السرطان، وأمراض الغدة الدرقية، وأورام الجهاز العصبي المركزي، وسرطان الجهاز التناسلي الأنثوي الذي قد يتسبب بدوره في عيوب خلقية للنسل. يُقدر تأثير التلوث الإشعاعي على صحة الفرد بدلالة جرعة الإشعاع التي تلقاها ومدة تعرضه للإشعاع، وذلك باستخدام نموذج اللاعتبة الخطي (LNT). يشكل جنس الفرد، وعمره، وعرقه، وثقافته، ومهنته، وطبقته الاجتماعية، وموقعه، وتعرضه المتزامن إلى سموم بيئية أخرى عوامل مهمة تساهم في ظهور الآثار الصحية الضارة على مجتمعات مهب الريح، وكثيرًا ما يتغافل الناس عنها.

## التجارب النووية
في الفترة بين عامي 1945 و1980 فجرت كلٌ من الولايات المتحدة والاتحاد السوفيتي والمملكة المتحدة وفرنسا والصين 504 قنبلة نووية في الجو في ثلاثة عشر موقعًا رئيسيًا، ومجموع القوة التفجيرية لتلك القنابل يكافئ 440 ميغاطن من التي إن تي. أجرت الولايات المتحدة وحدها 330 تجربة من بين تلك التجارب في الهواء. ومع أخذ جميع أنواع التجارب النووية في الاعتبار، تبين السجلات الرسمية أن الولايات المتحدة أجرت 1,054 تجربة نووية حتى الآن باستخدام 1,151 قنبلة نووية. وقعت معظم تلك التفجيرات في موقعي التجارب النووية في نيفادا وأراضي بروفينغ المطلة على المحيط الهادئ في جزر مارشال، بينما وقعت 10 تجارب نووية أخرى في مواقع متفرقة في الولايات المتحدة بما يشمل ألاسكا وكولورادو وميسيسبي ونيومكسيكو. يُقدر عدد التجارب النووية الكلي بنحو 2,000 تجربة على مستوى العالم؛ مع العلم بأن عدد التجارب التي قامت بها الولايات المتحدة وحدها أكبر من عدد التجارب التي قامت بها جميع الدول التي تُعرف بامتلاكها أسلحة نووية (الاتحاد السوفيتي، وبريطانيا العظمى، وفرنسا، والصين، والهند، وباكستان، وكوريا الشمالية) مجتمعة.
ضخت تلك التجارب النووية كميات هائلة من المواد الإشعاعية في غلاف العالم الجوي، ما أدى إلى انتشارها في الجو على نطاق واسع وهطولها على سطح الأرض لاحقًا في صورة تهاطل نووي عالمي.

### كيف يتعرض سكان مهب الريح للتهاطل النووي
تنجم عن الانفجارات النووية فوق سطح الأرض سحابة مميزة على شكل فطر عيش الغراب، ثم تبدأ في النزول إلى الأرض عندما تصل إلى أقصى ارتفاع لها (ارتفاع الاستقرار). يؤدي انتشار العناصر المشعة إلى تحريك السحابة أفقيًا ورأسيًا، ما يؤدي إلى انتشار المادة المشعة في المناطق المجاورة للانفجار. تستقر الجسيمات كبيرة الحجم على الأرض في مناطق قريبة من موقع الانفجار، بينما تنتشر الجزيئات صغيرة الحجم في جميع أرجاء العالم. وعلاوة على ذلك تضخ بعض الانفجارات مواد إشعاعية في طبقة الستراتوسفير الواقعة على ارتفاع 10 كم عن سطح الأرض، وذلك يعني أنها سوف تظل معلقة في الهواء لأعوام طويلة قبل أن تهطل بشكل منتظم على جميع مناطق العالم. ينتج عن ذلك تهاطل نووي عالمي يعرض جميع كائنات الأرض إلى مستوى زائد من إشعاعات الخلفية الناتجة عن أنشطة الإنسان. يشير مصطلح سكان مهب الريح إلى الأشخاص الذين يعيشون أو يعملون بالقرب من مواقع الانفجارات وبالتالي فهم أكثر عرضة للآثار السلبية. ورغم ذلك فإن جميع الأشخاص حول العالم معرضون للأخطار الصحية الناجمة عن الإشعاعات المؤينة في الغلاف الجوي.

### آثار التجارب النووية على الصحة
تشمل المخاوف الأساسية من الآثار الصحية للتعرض للتهاطل النووي الطفرات الجينية الضارة التي قد تنتقل لنسل الأشخاص المعرضين لأكبر قدر من الإشعاع. رغم ذلك تُعد آثار الإشعاع المتوارثة على الأشخاص المعرضين للإشعاع بدرجة حادة ضعيفة جدًا عند مقارنتها بالزيادة في نسبة حدوث سرطان الغدة الدرقية، وسرطان الدم، وبعض أنواع الأورام الصلبة التي تظهر خلال عقد أو أكثر بعد التعرض للإشعاع. أظهرت الدراسات التي تُجرى على العينات البيولوجية (مثل العظام والغدة الدرقية والأنسجة الأخرى) أن النويدات المشعة في التهاطل النووي مسؤولة بصفة أساسية عن الزيادة في معدل حدوث السرطان وعدة آثار متأخرة أخرى.
في عام 1980 أبلغت مجلة بيبول عن إصابة 90 فردًا بالسرطان ووفاة 50 فردًا من طاقم العمل والتصوير الخاص بفيلم «ذا كونكرر (1956)» المكون من 220 شخص. وكان موقع التصوير بالقرب من مدينة سانت جورج، يوتا. ومن بين هؤلاء تُوفي 46 شخصًا بسبب السرطان بحلول عام 1980. تضمنت حالات الوفاة أبطال الفيلم الثلاثة: جون وين، وبيدرو أرمنداريز، وسوزان هيوارد. ولكن من المهم أن نأخذ في الاعتبار أن احتمال إصابة الرجال بالسرطان على مدار حياتهم 43%، واحتمال وفاتهم بسبب السرطان 23% (احتمال إصابة النساء بالسرطان ووفاتهن 38% و19% على الترتيب). وبالتالي فإن معدل وفاة طاقم العمل المكون من 220 شخصًا أقرب إلى متوسط معدل الوفاة الطبيعي مما قد نظن.

### موقف الولايات المتحدة الحالي من التجارب النووية
تعهدت الولايات المتحدة وعدة دول أخرى بالتوقف عن التجارب النووية عقب التوقيع على معاهدة الحظر الشامل للتجارب النووية في عام 1996، ولكنها لم تُصدق على تلك المعاهدة حتى الآن.

## مواقع التجارب النووية

### نيفادا
استغلت الولايات المتحدة موقع تجارب نيفادا بصفة أساسية في الفترة بين عام 1951 ومنتصف عام 1962 لإجراء التجارب النووية الأرضية والجوية، بما يشمل 86 تجربة نووية على سطح الأرض أو أعلاه، و14 تجربة تحت الأرض. أطلقت جميع تلك التجارب كميات جسيمة من المواد الإشعاعية في الغلاف الجوي.
في خمسينيات القرن العشرين شجعت الحكومة القاطنين بالقرب من موقع نيفادا أن يجلسوا بالقرب من موقع الانفجار لمشاهدة سحابة عيش الغراب الناجمة عن انفجار القنبلة النووية. مُنح العديد منهم أجهزة قياس الجرعات الشريطية حتى يحملوها على ملابسهم، واستعادتها هيئة الطاقة الذرية الأمريكية منهم لاحقًا لجمع البيانات الخاصة بمستويات الإشعاع.
توصل الباحثون بعد دراسة تقرير معهد السرطان القومي لعام 1997 إلى أن التجارب النووية التي اقترب عددها من 90 تجربة في موقع نيفادا تسببت في مستويات مرتفعة من الأيودين 131 المشع (بمقدار إشعاع يصل إلى 5.5 إكسابيكريل، أي 5.5x10^18 بيكريل) على نطاق مساحة شاسعة من الولايات المتحدة القارية، وبالأخص في أعوام 1952، و1953، و1955، و1957. يقدر تقرير معهد السرطان القومي عدد حالات سرطان الغدة الدرقية الإضافية في الولايات المتحدة الناتجة عن جرعات الإشعاع المُستقبلة في تلك الأعوام بنحو 10,000 إلى 75,000 حالة. وفي عام 1999 نُشر تقرير لمراجعة نتائج التقرير السابق، وأفاد بأن التقديرات المتعلقة بالجرعات الإشعاعية تتوافق جيدًا مع النتيجة الفعلية، وأنها دليل قوي على أن تقديرات معهد السرطان القومي لا تبالغ في الأرقام ولا تستهين بها. نُشر تقرير آخر في عام 2006 من طرف مجتمع البحث العلمي (سيغما كاي) يقدر عدد حالات الإصابة بالسرطان نتيجة الإشعاع بنحو 22,000 حالة إضافية، ومن المتوقع أن تقع 2,000 حالة وفاة إضافية في الولايات المتحدة بسبب سرطان الدم الناجم عن الإشعاعات الداخلية والخارجية المنبعثة من موقع نيفادا والغلاف الجوي. وفي عام 2010 نُشر تقرير يحلل بيانات الإصابة بسرطان الغدة الدرقية في الفترة من عام 1973 إلى 2004، وهو يدعم فكرة العلاقة الترابطية بين التعرض للتهاطل النووي وزيادة معدل حدوث سرطان الغدة الدرقية.
ظل خطر تعرض سكان مهب الريح للأنشطة الإشعاعية العالقة في موقع نيفادا من التجارب النووية السابقة قائمًا حتى عام 2007. خطط البنتاغون لإقامة تجربة لاختبار قنبلة مصنوعة من نترات الأمونيوم وزيت الوقود قادرة على اختراق التحصينات، وهي تزن 700 طن. أُطلق على تلك العملية اسم «ديفاين ستريك»، وكان من شأنها أن تولد سحابة عيش غراب هائلة قد تتسبب في انتشار الغبار الملوث بالإشعاع في بضعة مراكز سكنية مثل لاس فيغاس في نيفادا، وبويسي في أيداهو، ومدينتي سولت ليك وسانت جورج في يوتا. صدر قرار بإلغاء المشروع في فبراير عام 2007، ويُعزى ذلك بدرجة كبيرة إلى الضغط السياسي المدفوع بخطر تعرض سكان مهب الريح إلى النشاط الإشعاعي.